# ReactOS
ReactOS (anglická výslovnost [riˈæktəuˌes], česká [reaktos]; React Operating System) je open-source operační systém, který má za cíl kompletní binární kompatibilitu s aplikacemi a ovladači pro Windows NT 5.x a novější (Windows 2000 a jeho nástupci), přičemž je postaven na designu Windows XP/2003. V současné době je ReactOS ve stavu alfa verze. ReactOS je zveřejněn pod licencí GNU General Public License. Momentálně je ReactOS k dispozici pro platformu IA-32, nicméně je vyvíjeno úsilí k portaci na architektury AMD64 a ARM, nejnověji také pro MIPS.
ReactOS je znám pro své informace o nezdokumentovaném Windows API a obecněji jako open-source náhrada za Windows. Cílem projektu je umožnit uživatelům Windows se zcela zříci použití proprietárního komerčního software, aniž by museli přejít na jiný operační systém, jako např. Linux. Žel, nedostatek firemních sponzorů a zkušených vývojářů omezuje uskutečnění těchto cílů.

## Historie
Kolem roku 1996 začala skupina vývojářů vyvíjet software s názvem FreeWin95, který měl být klonem operačního systému Windows 95. Projekt uvízl ve stadiu diskusí o tom, jak má vypadat design systému.
Na konci roku 1997 nebyly žádné viditelné výsledky. Vývojáři se rozhodli projekt opět vzkřísit s tím, že půjde o alternativu k Windows NT (namísto 95) a jméno bylo změněno na ReactOS; stejnojmenný projekt započal v únoru 1998 vývojem jádra a základních ovladačů na základě NT modelu.
V roce 2004 měl ReactOS již poměrně stabilní jádro, mnoho aplikací API bylo před dokončením a existovalo i základní GUI. ReactOS obsahoval explorer shell se základními funkcemi, podobný Průzkumníku z Windows.

## Vývoj
ReactOS je primárně napsán v C, s některými prvky, jako například ReactOS Explorer, napsanými v C++. Projekt se opírá o MinGW pro kompilaci a přispívá k jeho rozvoji prostřednictvím předkládání záplat (patches [pæčiz]) pro jeho součásti.
| Barva   | Význam                      | Barva | Význam                          |
| ------- | --------------------------- | ----- | ------------------------------- |
| Červená | Staré vydání; nepodporované | Žlutá | Staré vydání; stále podporované |
| Zelená  | Současné vydání             | Modrá | Budoucí vydání                  |

| Verze systému | Datum vydání          | Informace k vydání |
| ------------- | --------------------- | --- |
| 0.2.0         | 2004-01-25            | Lze spustit mnoho aplikací pro Win32 včetně Notepadu (Poznámkový blok, základní textový editor), Regeditu (editor registrů), Cmd (interpretu příkazového řádku), několika aplikací (jako je AbiWord) a základní hry (jako je Quake, Quake II, a Wine klon Hledání min). |
| 0.2.2 0.2.3   | 2004-04-27 2005-01-02 | Pouze opravy chyb. |
| 0.2.4         | 2004-04-27 2005-01-02 | Podporu zvuku na některých kartách a je vylepšena podpora sítě. Byly předvedeny screenshoty lynxu zobrazujícího stránku. Přidána podpora souborového systému ext2 a zavaděče GRUB, což dovoluje ReactOSu koexistovat s linuxovými oddíly.                               |
| 0.2.8         | 2005-10-29            | Funkční detekce VMWare, přepis CSRSS. |
| 0.2.9         | 2005-10-29            | Zlepšení síťového modelu, zlepšení podpory Plug and Play a opravy chyb. |
| 0.3.0         | 2006-08-27            | První verze s oficiální podporou počítačových sítí. |
| 0.3.1         | 2007-03-10            | Přidání grafického ovladače zajišťujícího zobrazení splash screenu při bootu a mnoho opravených chyb. Začátek přepisu kernelu. |
| 0.3.2         | Vynechána             | Verze 0.3.2 byla vynechána. |
| 0.3.3         | 2007-09-12            | Vylepšení stability kernelu, win32k, zlepšení podpory hardwaru. |
| 0.3.4         | 2008-01-22            | Přepsání registrů, vylepšená podpora PnP, další synchronizace s Wine, vylepšení user32, Win32k, shell32, ovládacích panelů atd. |
| 0.3.5         | 2008-06-30            | Pouze opravy chyb. |
| 0.3.6         | 2008-08-06            | Další vylepšení podpory ARM platformy, začátek prací na x64, další opravy kernelu, Win32, podpora RTL. |
| 0.3.7         | 2008-11-04            | Vylepšená podpora x64, lepší podporu a opravy chyb součástí jako Configuration Manager, IO Manager, KE, Memory Manager, Object Manager a Process Manager. Dále jsou to opravy síťového kódu, ovladače souborového systému a vylepšení podpory Win32.                    |
| 0.3.8         | 2009-02-04            | Opravy Win32, základní funkčnost WinDbg, opravy chyb vykreslování, mimo jiné taky opravu pro funkci LiveCD i na víceoddílových discích. |
| 0.3.9         | 2009-04-26            | Sníženy nároky na paměť na 32 MiB, opravy Object Manageru a Hyperspace Mapping Interface, funkční základní podpora zvuku (AC'97), zlepšena kompatibilita a schopnosti příkazové řádky, opravy GDI, podpora PS/2 myší a klávesnici a základní podpora bezdrátových sítí. |
| 0.3.10        | 2009-07-05            | Podpora SATA disků, oddílů větších než 8 GiB, a přibližně 20 různých typů síťových karet, přibyla open-source implementace Malování. Počáteční podpora MSVC. |
| 0.3.11        | 2009-12-16            | Přepsán kdcom, zlepšení kompatibility, zvukového systému, přidání čínských/korejských fontů, synchronizace s knihovnami Wine, pokročila práce na portu pro architekturu ARM.                                                                                            |
| 0.3.12        | 2010-10-20            | |
| 0.3.13        | 2011-03-22            | |
| 0.3.14        | 2012-02-07            | Podpora Wi-Fi, USB a plno dalších věcí. Opravy starých chyb. |
| 0.3.15        | 2013-05-30            | |
| 0.3.16        | 2014-02-06            | |
| 0.4.0         | 2016-02-16            | Nový explorer, druhá fáze vylepšení UI, celkové vylepšení vzhledu a použitelnosti. |
| 0.4.1         | 2016-05-17            | Vylepšená podpora USB, BRTFS souborový systém, podpora sdílených složek ve virtuálních strojích. |
| 0.4.2         | 2016-08-16            | Podpora několika unixových souborových systémů. |
| 0.4.3         | 2016-11-16            | Nová winsock knihovna, vylepšení NTVDM. |
| 0.4.4         | 2017-02-16            | Počáteční podpora tisku. |
| 0.4.5         | 2017-05-18            | Lepší vykreslování a škálování fontů, oprava chyb. |
| 0.4.6         | 2017-09-01            | Více práce na podpoře tisku, vylepšení stylů, stability a použitelnosti. |
| 0.4.7         | 2017-12-06            | Zlepšení přesunu souborů a koše, nové funkce ve správci aplikací. |
| 0.4.8         | 2018-04-14            | Počátek podpory NT6+ programů, zmenšeno množství RAM nutné ke startu na 96 MiB, čtení a nedokončený zápis NTFS souborů, implementace nastavení hlavního panelu. |
| 0.4.9         | 2018-07-23            | Self-hosting, vylepšení FastFAT a shellu. |
| 0.4.10        | 2018-11-06            | Boot z BTRFS, zlepšení rozhraní a stability, správné získávání informací z BIOSu. |
| 0.4.11        | 2019-03-04            | Počáteční podpora Manifestů, možnost aktualizace ze systému bez ztráty dat a nastavení, sledování síťového provozu (netstat) |
| 0.4.12        | 2019-09-23            | Úpravy v jádře, přichytávání oken k okrajům obrazovky, lepší práce s fonty, ovladač pro Intel e1000 NIC, nová témata. |
| 0.4.13        | 2020-04-10            | Vylepšená podpora USB, vyhledávání souborů |
| 0.4.14        | 2021-12-16            | Podpora NEC PC-9800 |
| 0.4.15        | 2025-03-21            | Úpravy Plug and Play, zvuku, paměti, registru, vylepšení příslušenství a systémových nástrojů včetně poznámkového bloku, Malování, RAPPS |
| 0.5.0         |                       | |

## Podobné projekty
ReactOS spolupracuje s projektem Wine, aby mohl čerpat z jeho pokroku v implementaci API Win32. Toto úsilí se týká převážně knihoven Wine, z nichž většinu mohou ReactOS a Wine sdílet. Oba projekty pracují na otázkách křížové kompatibility, aby se zbývajících několik DLL dalo v ReactOSu používat.

## Současný stav a vývoj v budoucnosti
Důležité oblasti, v nichž je třeba pracovat, jsou podpora Javy a .NET (prostřednictvím Mono). Práce na podpoře DOS, OS/2 a POSIX byla zastavena, jelikož tyto subsystémy byly shledány nevýznamnými.
Některé komponenty Wine, jako NTDLL, USER32, KERNEL32 a GDI32 nelze použít pro korektní implementaci kvůli architektonickým rozdílům.
Nicméně v nedávné době byla vytvořena experimentální větev Arwinss jako alternativa ke stávající implementaci Win32 API, která trpí nedostatkem vývojářů a špatně dostupnou dokumentací. Zatímco původní Win32 subsystém v ReactOSu byl navržen co nejpodobněji tomu v systému Windows, Arwinss je hybrid tohoto subsystému s architekturou Wine. K tomuto účelu využívá Arwinss knihovny GDI32 a USER32 s několika změnami za účelem lepšího využití softwarové kompatibility Wine. Arwinss rovněž umožňuje uživateli případné použití vzdáleného X serveru namísto lokálního displeje. Celkově Arwinss klade za cíl zlepšit podporu USER32 a GDI32.
Vývojáři se zaměřují hlavně na podporu sítí, multimédií, podporu Plug and Play hardwaru, vylepšení GUI systému, funkčnost DirectX a zlepšení podpory pro ovladače Windows. Současným cílem vývojářů je jádro více kompatibilní se systémem Windows NT 5.2 (Windows Server 2003), s usermode API Windows NT 6 (Windows Vista) a větší funkčnost aplikací.
Vývoj je v současné době omezen nedostatkem lidí s odpovídajícími zkušenostmi. Záznam ReactOSu v seznamu Ohlohu uvádí celkový součet 99 uživatelů, kteří přispěli kódem do projektu přes SVN od jeho počátků až do dnešních dnů. Oproti tomu na Windows 7 pracovalo zhruba 1 000 vývojářů, kteří byli organizováni do 25 týmů (každý o 40 vývojářích).
Navíc vývojář ReactOSu Michele C ve své prezentaci na konferenci Hackmeeting 2009 v Miláně poznamenal, že většina vývojářů se učila o architektuře systému Windows při práci na ReactOSu a neměli předchozí znalosti.

## Hardwarové požadavky
- 96 MiB RAM (minimálně), 256 MiB (doporučeno)
- pevný disk (ATA či SATA)
- zaváděcí (boot) oddíl se souborovým systémem FAT16/FAT32
- VGA-kompatibilní grafická karta
- Standardní klávesnice
- PS/2 nebo sériová Microsoft kompatibilní myš